# Correio da Manhã (Portogallo)
Correio da Manhã è un quotidiano del Portogallo.